# Tugimaantee 63
De Tugimaantee 63 is een secundaire weg in Estland. De weg loopt van Karisilla naar Rusland en is 17,8 kilometer lang. Bij Koidula gaat de weg de Russische grens over.